# Tropaeum Traiani
Tropaeum Traiani – monumentalny rzymski pomnik upamiętniający podbój Dacji, znajdujący się w rumuńskiej miejscowości Adamclisi, ok. 60 kilometrów od Konstancy.
Ukończony w 109 roku pomnik wzniesiono na polu stoczonej kilka lat wcześniej bitwy, w której Trajan rozgromił wojska Decebala. Jego forma architektoniczna zainspirowana została rzymskim Mauzoleum Augusta. Budowlę dedykowano Marsowi Mścicielowi (Mars Ultor), o czym zaświadcza umieszczona na niej inskrypcja.
Trzon budowli ma formę umieszczonej na siedmiostopniowej platformie obmurowanego cylindra o średnicy 38 m. Cylinder nakryty jest stożkowatym dachem, na szczycie którego nasadzony jest sześcioboczny słup zwieńczony kompozycją rzeźbiarską przedstawiającą jeńców i trofeum w formie zdobycznej dackiej zbroi. Pomnik ozdobiony jest fryzem, zawierającym 54 metopy z wizerunkami żołnierzy rzymskich walczących z Dakami.
Po upadku imperium rzymskiego pomnik stopniowo zniszczał w ciągu wieków. Gdy pod koniec XIX wieku rozpoczęto w tym miejscu prace archeologiczne, istniał już tylko cylindryczny trzon. Zachowane metopy zostały w 1890 roku zdjęte i przeniesione do muzeum w Bukareszcie. Z czasem zaczęto podnosić propozycje odbudowy pomnika w jego pierwotnej formie, ostatecznie decyzję taką podjęły w 1973 roku ówczesne komunistyczne władze Rumunii. Uroczystego odsłonięcia odrestaurowanego monumentu, z udziałem prezydenta Nicolae Ceaușescu, dokonano w dniu 28 maja 1977 roku. Oryginalne metopy przeniesiono z Bukaresztu do nowo utworzonego w Adamclisi muzeum.